# Listriella barnardi
Listriella barnardi is een vlokreeftensoort uit de familie van de Liljeborgiidae. De wetenschappelijke naam van de soort is voor het eerst geldig gepubliceerd in 1966 door Wigley.